# Societat Espanyola de Genètica
La Societat Espanyola de Genètica (o Sociedad Española de Genética en castellà, o SEG) és una societat científica fundada el 1972 amb la finalitat de difondre la recerca genètica a Espanya i promoure la formació de joves investigadors. La Societat compta amb més de 800 socis i és part integrant d'altres associacions científiques com la Federació Espanyola d'Associacions de Ciència Animal i la Confederació de Societats Científiques d'Espanya.
La Societat està organitzada en set seccions: Citogenètica, Genètica del desenvolupament, Genètica de poblacions i evolució, Genètica Humana, Millora Genètica Vegetal, Millora Genètica Animal i Genètica dels Microorganismes.
L'entitat organitza de forma bianual el Congrés Nacional de Genètica, i el Curs Nacional de Genètica amb la finalitat de contribuir a l'avanç de la genètica espanyola. A més, la Societat concedeix el Premi Nacional de Genètica, que materialitzen el reconeixement a l'excel·lent labor dels científics més destacats del camp.

## Premi Nacional de Genètica
El Premi Nacional de Genètica es un guardó de la Societat Espanyola de Genètica que reconeix l'excel·lent carrera científica dels científics més destacats en el camp de la genètica.
2009
- Antonio García Bellido, professor del Consell Superior d'Investigacions Científiques, i catedràtic honorari de la Universitat Autònoma de Madrid.[5]
- Santiago Rodríguez de Córdoba, professor del Consell Superior d'Investigacions Científiques.
- Carlos López Fanjul de Argüelles, catedràtico de genètica de la Universitat Complutense de Madrid.

2010
- Montserrat Aguadé i Porres, catedràtica de genètica de la Universitat de Barcelona.[4][6]
- Montserrat Baiget Bastus, directora del Servei de Genètica de l'Hospital de la Santa Creu i Sant Pau.[7]
- Miguel Ángel Toro Ibáñez, catedràtic de genètica de la ETSI Agrònoms de la Universitat Politècnica de Madrid.

2011
- Enrique Cerdá Olmedo, catedràtic de genètica de la Universitat de Sevilla.
- Manel Esteller Badosa, investigador de l'IDIBELL.[8][9]

2012
- Andres Moya Simarro, professor de genètica en la Universitat de València.[3]
- José Ignacio Cubero Salmerón, professor en la Universitat de Còrdova

2013
- José Luis Micol Molina, professor a la Universitat de Múrcia.
- Ginés Morata Pérez, professor d'investigació del Consell Superior d'Investigacions Científiques.[10]

2015
- Ángel Carracedo Álvarez